# 國際熱線
《國際熱線》為臺灣電視公司新聞部製播的國際新聞專題節目，2017年12月30日停播。

## 歷史
- 該節目前身為《熱線追蹤》的單元之一，2010年8月29日，因台視節目調整，而改為獨立節目。
- 2015年5月，因台視節目調整，不定時在台視主頻或台視新聞台首播。
- 2017年12月30日，節目結束後，正式停播。

## 主持人
- 林益如（首任）
- 姚佳倩
- 王李中彥
- 李宛儒（末任）